# Flughafen Marsa Alam

i8
i11
i13
Der Marsa Alam International Airport (IATA-Code RMF, ICAO-Code HEMA) ist ein ägyptischer Flughafen am Roten Meer. Er liegt rund 60 km Luftlinie nordnordwestlich von Marsa Alam. Marsa Alam ist der erste Privatflughafen im Land und wurde am 1. November 2001 eröffnet. Der Flughafen wurde von der „M.A. Kharafi Group of Kuwait“ gebaut, um Touristen komfortabel in die nahe gelegenen Hotelanlagen und zu den südägyptischen Tauchbasen am Roten Meer zu bringen. Damit entfällt die früher übliche stundenlange Busfahrt (bis zu 270 km) von und zum Flughafen Hurghada Richtung Süden.

## Fluggesellschaften und Ziele
Aus dem deutschsprachigen Raum fliegen mehrere Fluggesellschaften, zum Teil saisonal, nach Marsa Alam; diese Flugverbindungen bedienen eine vornehmlich touristisch geprägte Nachfrage.

## Lage und Ausstattung
Der Flughafen liegt isoliert auf einem erhöhten Plateau inmitten der Wüste fernab der nächsten Siedlungen (ausgenommen den ebenfalls zu Marsa Alam gehörigen kleinen Touristenort Port Ghalib und das weitläufige Urlaubsresort der JAZ Hotelgruppe in 6 km Entfernung). Er kann wegen der hohen Sicherheitsvorkehrungen nicht zu Fuß von der Küstenstraße aus betreten oder verlassen werden und besitzt keinerlei öffentlichen Verkehrsanschluss. Inzwischen stehen aber private Taxis oder Kleinbusse vor Ort zur Verfügung. Reisende können auch mit ihrem Hotel eine Abholung vereinbaren. Innerhalb des Flughafens existiert die übliche Infrastruktur von Restaurants, Telefonen, Toiletten und EC-Karten-fähigen Geldautomaten.